# 5938 Keller
5938 Keller è un asteroide della fascia principale. Scoperto nel 1980, presenta un'orbita caratterizzata da un semiasse maggiore pari a 2,3378700 UA e da un'eccentricità di 0,0733800, inclinata di 3,55936° rispetto all'eclittica.